# 邦達列韋 (瓦西利基夫卡區)
48°10′22″N 36°06′44″E / 48.17278°N 36.11222°E
邦達列韋（烏克蘭語：Бондареве），是烏克蘭的村落，位於該國中部第聶伯羅彼得羅夫斯克州，由瓦西利基夫卡區負責管轄，距離瓦西利基夫卡4公里，2001年时的人口数为180。